# Weikendorf
Weikendorf là một thị trấn ở huyện Gänserndorf thuộc bang Niederösterreich nước Áo. Đô thị Weikendorf có diện tích 46,3 km², dân số năm 2001 là 1976 người.